# Heikki Kähkönen
Heikki Kähkönen (Rääkkylä, Carèlia Septentrional, 26 de desembre de 1891 – 30 de juny de 1962) va ser un lluitador finlandès, especialista en lluita grecoromana, que va competir a començaments del segle xx.
El 1920 va prendre part en els Jocs Olímpics d'Anvers, on va guanyar la medalla de plata en la competició del pes ploma del programa de lluita grecoromana.